# Odo Kalan
Odo Kalan, italijanski strokovni publicist in športni delavec slovenskega rodu, * 28. oktober 1929, Kobarid, † 13. september 2014.

## Življenje in delo
Rodil se je na v družini učiteljev Josipa in Anice Kalan (rojene Čok). Ljudsko šolo je  obiskoval v Brescii, januarja 1948 je prišel v Trst in še istega leta maturiral na liceju Oberdan. V Ljubljani je leta 1957 diplomiral na ekonomski fakulteti. Med študijem se je poročil z Maro Raffoni. V letih 1957−1980 je bil zaposlen v raznih špedicijskih podjetjih in pomorskih agencijah. Za časopis Primorski dnevnik je napisal vrsto člankov o pomorstvu in problemih tržaškega pristanišča in več kot 100 člankov o športni filatelija, 12 let pa je bil tudi sodelavec Radia Trst A, kjer je v rubriki Sosednji kraji in ljudje obravnaval gospodarska vprašanja dežele Furlanija-Julijska krajina, še posebej gospodarska vprašanja zamejskih Slovencev ter prav tako pisal o športni filateliji v oddaji Šport in glasba. Bil pa je tudi med ustanovnimi člani športnega društva BOR in dolga leta njegov odbornik. Pod tehničnim vodstvom in v organizaciji BOR-a je prišlo maja 1965 do organizacije STEDA- spominskega teka ob 20-letnici osvoboditve. Kalan se je kasneje pridružil športnemu društvu SLOGA. Leta 1979 je bil izvoljen v odbor Združenja slovenskih športnih društev v Italiji.